# Lake Waiau (Neuseeland)
Der Lake Waiau ist ein See im South Taranaki District der Region Taranaki auf der Nordinsel von Neuseeland.

## Geographie
Der Lake Waiau befindet sich rund 4,7 km ostsüdöstlich von der kleinen Ortschaft Waverley sowie rund 4,7 km nördlich der Küste zur Tasmansee. Wanganui, als nächstgrößere Stadt ist rund 31 km ostsüdöstlich zu finden. Der schlanke, leicht in einer Nordnordwest-Südsüdost-Richtung ausgerichtete See erstreckt sich über eine Länge von rund 1,3 km und misst an seiner breitesten Stelle rund 320 m ist Ost-West-Richtung. Mit einem Seeumfang von rund 3 km umfasst der auf einer Höhe von 55 m liegende See eine Fläche von 25,2 Hektar.
Rund 2,4 km westlich ist der Lake Herengawe zu finden.
Gespeist wird der Lake Waiau, der im Norden an ein kleines Feuchtgebiet grenzt, von ein paar wenigen Bächen. Die Entwässerung hingegen erfolgt über den Waiau Stream, der nach Süden abgeht und den kleineren Lake Okoai speist sowie entwässert. Der Stream mündet etwas weiter südlich in den Waitōtara River.